# Solfara Barrachella
La solfara Barrachella o miniera Barrachella  è stata una miniera di zolfo sita in provincia di Caltanissetta nei pressi del comune di Sommatino.
La solfara, aperta tra il 1860 e il 1870, è oggi inattiva.